# Herzoglich Braunschweigisches Gendarmeriekorps
Das Herzoglich Braunschweigische Gendarmeriekorps bildete von circa 1867 bis 1918 die Gendarmerie des Herzogtums Braunschweig.

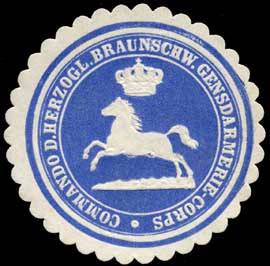
Siegelmarke des Korps

## Geschichte der Vorläufer von 1816 bis 1867: Polizeihusaren, Landdragoner und Landjäger
Nach den Koalitionskriegen wurde auch die Braunschweigische Armee 1816 personell drastisch reduziert. Die Schwarze Schar schrumpfte von einer Stärke von rund 7000 auf rund 1800 Mann. Dazu gehörte ein Detachement  der Husaren. In einem Reskript vom 22. Januar 1816 wurde in § 2 festgelegt:
Die Husaren sind dazu bestimmt, durch Verteilung im Lande zur Aufrechterhaltung guter Ordnung mitzuwirken. Daher ist bei der Auswahl auf Sicherheit und gutes Betragen, verständige Urteilskraft und freiwilligen Wunsch, zu dienen, Rücksicht zu nehmen. Es sind hierzu die besten der Husaren, welche zu bleiben wünschen, auszuwählen.
Als das Husarenregiment formell am 5. Februar 1816 aufgelöst wurde, wurde eine Schwadron gebildet, die als Polizeihusaren bezeichnet wurde. Ihr gehören etatmäßig an:
- Offiziere: 7
- Beamte: 2
- Unteroffiziere und Mannschaften: 125

Kommandeur war ein Major Pott. Die Schwadron wurde in zwei Kompanien unterteilt, die von einem Major von Henniges und einem Rittmeister von Holy befehligt wurden. Die Schwadron wurde in kleine Gruppen von drei bis vier Mann auf dem Staatsgebiet disloziert am Sitz der Amtsgerichte. Diese Gruppen entsprachen damit ungefähr der Personalstärke einer französischen Gendarmerie-Brigade, wie sie in den 1810er Jahren in nahezu allen Gendarmerien des Deutschen Bundes eingeführt worden war. Dienstgrade der Unteroffiziere und Mannschaften waren Wachtmeister, Korporal und Husar. Die Uniform der Polizeihusaren entsprach der früheren Husaren:
- Lange schwarze Beinkleider mit blauer Biese
- Schwarze Attila mit Verschnürung und blauem Besatz
- Tschako mit Totenkopf und Rossschweif
- Schwarzes Lederzeug

Die Bewaffnung bestand aus Säbel, Karabiner und Pistole. § 1 der Verordnung vom 5. Februar 1816 bestimmte, dass die Husaren zur Aufrechterhaltung der öffentlichen Sicherheit und Ordnung einzusetzen waren und „den Obrigkeiten des Landes in ihren polizeilichen und gerichtlichen Obliegenheiten beizustehen“ habe.
Bezüglich ihrer Polizeiaufgaben unterstanden die Polizeihusaren dem Staatsministerium, in rein militärischen Dingen dem Kommandeur des aktiven Truppenkorps. Vor Ort unterstanden sie in Braunschweig und Wolfenbüttel den Polizeidirektoren, im übrigen Staatsgebiet den Oberhauptleuten.
Bereits 1818 wurde die Schwadron erheblich umstrukturiert, um offenbar das kostspielige Pferdematerial einzusparen. Die Truppe wurde durch eine Verordnung vom 8. Juli 1818 in Husaren- und Fußjägerkorps umbenannt. Die nunmehrige Stärke betrug:
Husaren:
- Sergeanten: 4
- Korporale: 6
- 60 Mann

Fußjäger:
- Feldwebel oder Sergeanten: 5
- Korporale: 10
- 100 Mann

Die Fußjäger trugen eine graue Uniform und einen grauen Jägerhut.
Bereits 1825 erfolgte eine Neustrukturierung. Die Polizeihusaren wurden Kern des neugebildeten Husarenregiments. Das nun gegründete Landwehr-Dragoner- und Landwehr-Jägerkorps firmierte ebenfalls offiziell als Polizeimilitär. Organisation und Uniformierung blieben jedoch bis zur Umorganisation 1831 unverändert. Die Stärke des Korps betrug nun:
Dragoner:
- Offiziere: 2
- Wachtmeister: 1
- Korporale: 2
- Dragoner: 32

Jäger:
- Offiziere: 1
- Sergeanten: 3
- Korporale: 6
- Jäger: 80

Diese Formation war Teil der Reserve des Braunschweigischen Truppenkorps und wurde formal als Das zum Polizeidienst bestimmte Militärdetachement bezeichnet und existierte offensichtlich bis 1867. Der Begriff Polizeimilitär wurde offenbar weiter verwendet. Die Landwehr-Dragoner trugen dunkelblaue Kollets mit roten Abzeichen und weiße Beinkleider und einen Helm nach der Art preußischer Kürassiere. Ab 1832 wurden dunkelgrüne Kollets mit schwarzem Kragen und schwarzen Aufschläge getragen, dazu graue Hosen mit roten Streifen. Der Helm wurde durch einen Tschako ersetzt. Das Aussehen entsprach damit mehr oder weniger dem der Königlich Preußischen Landgendarmerie. Vermutlich wurde, Einzelheiten sind nicht bekannt, die Uniform später weiterhin der der preußischen Gendarmerie angepasst.

## Die Gendarmerie von 1867 bis 1918/19
1867 erfolgte aufgrund des Eintritts des Herzogtums Braunschweig in den Norddeutschen Bund eine grundlegende Umstrukturierung des staatlichen Polizeidienstes. Der Kommandeur des Polizeimilitärs unterstand nun der Herzoglichen General-Adjudantur. Das Korps blieb militärisch organisiert, die Angehörige gehörten jedoch nicht mehr dem Soldatenstand an, sondern waren Zivilbeamte. Einzelheiten wurden in dem am 3. Juli 1871 erlassenen Gesetz „Die Stellung des Polizei-Militärs in militärischer und strafrechtlicher Hinsicht betreffend“ geregelt. In einem Gesetz vom 17. Mai 1883 erfolgten weitere Anpassungen an den Beamtenstatus. Hier ist auch erstmals der Begriff Gendarmerie für das frühere Polizeimilitär nachweisbar.
Am 3. März 1905 wurden die neuen Dienstbezeichnungen Wachtmeister, Oberwachtmeister und Stabsoberwachtmeister eingeführt. 1912 wurde der bis dahin geführte völlig veraltete Zündnadelkarabiner durch den Karabiner 88 ersetzt.
Im Ersten Weltkrieg wurden die Braunschweigischen Gendarmen nicht zum Militärdienst eingezogen, sondern im Gegenteil im Laufe des Krieges durch Hilfsgendarmen vermutlich des X. Armee-Korps in Hannover verstärkt. Hauptaufgabe war die Bekämpfung des immensen Schleichhandels. Kriegsbedingt mussten im Februar 1916 die letzten Pferde der berittenen Gendarmen abgegeben werden.
Vermutlich im Zuge der Novemberrevolution erfolgte 1918/19 eine Umbenennung der Braunschweigischen Gendarmerie in Landjäger mit den Dienstgraden Landjäger, Oberlandjäger und Landjägermeister. 1930 wurde der Gendarmeriebegriff wieder eingeführt.